# AEG G.II
O AEG G.II foi um bombardeiro biplano alemão da Primeira Guerra Mundial desenvolvido a partir do AEG G.I, com motores mais potentes. O G.II era tipicamente armado com três metralhadoras calibre 7,92 mm (0,312 in)x57 mm (2,24 in) e mais 200 kg (441 lb) de bombas. O modelo sofreu problemas de estabilidade, e muitos G.II tiveram que acrescentar mais estabilizadores verticais na cauda assim melhorando as características de direção de voo.